# Miconia castillensis
Miconia castillensis es una especie de planta con flor en la familia de las Melastomataceae. Es originaria de  Ecuador.

## Distribución y hábitat
Es un arbusto, arbolito o árbol endémico del sur de Ecuador, donde se conoce a partir de cinco registros. Tres son de la provincia de Morona Santiago: una en el Páramo del Castillo, uno cerca de Sevilla de Oro, y uno entre Huagrarancha y Loma de Galápagos. Recogido en la provincia de Loja en Loma de Oro y Horta Ñaque. Con la excepción de Loma de Oro, todas las colecciones datan 1944-1946. No se sabe que se produzcan dentro de la red de áreas protegidas de Ecuador, pero se espera en el Parque nacional Sangay y el Parque nacional Podocarpus. Clasificada como Vulnerable por la UICN en 1998 (VU B1 + 2c) y "raro" en 1997 (Oldfield et al . 1998, Walter y Gillett 1998). Aparte de la destrucción del hábitat, no se conocen amenazas específicas.

## Taxonomía
Miconia castillensis fue descrita por Wurdack y publicado en Memoirs of The New York Botanical Garden 16: 30, f. 3. i–m. 1967.
Etimología
Miconia: nombre genérico que fue otorgado en honor del botánico catalán Francisco Micó.
castillensis: epíteto